# Lapeirousia corymbosa
Lapeirousia corymbosa är en irisväxtart som först beskrevs av Carl von Linné, och fick sitt nu gällande namn av Ker Gawl. Lapeirousia corymbosa ingår i släktet Lapeirousia och familjen irisväxter. Inga underarter finns listade i Catalogue of Life.